# Fulwia
Fulwia, Fulvia (zm. 40 p.n.e.) – rzymska matrona wyróżniająca się ambicjami i aktywnością polityczną w okresie, gdy zgodnie z tradycyjną rzymską moralnością kobiety nie brały udziału w życiu publicznym. Córka Marka Fulwiusza Bambalio i Sempronii, córki Gajusza Grakchusa. Po śmierci słynnych trybunów ludowych braci Tyberiusza i Gajusza Grakchów została dziedziczką majątku Grakchów, co uczyniło z niej bardzo bogatą kobietę.
Jej pierwszym mężem był Publiusz Klodiusz Pulcher, osławiony polityk-demagog, inspirator wielu zamieszek i konspiracji. Fulwia wspierała finansowo karierę męża i inspirowała jego poczynania. W 52 p.n.e. Klodiusz został zabity przez swego rywala, Milona w czasie przypadkowego, zbrojnego starcia pod Rzymem.
Niedługo po tym Fulwia poślubiła Skryboniusza Kuriona, wpływowego i utalentowanego trybuna. Początkowo przeciwnik Cezara, został przez niego przekupiony ogromną łapówką i skutecznie wspierał go w walce z senatem w 50 r. Skryboniusz zginął w czasie ekspedycji pacyfikacyjnej, wysłany przez Cezara do Afryki.
Jej trzecim mężem został Marek Antoniusz i znów pieniądze Fulwii wsparły jego karierę polityczną. Gdy po śmierci Cezara triumwirat zawiązali Marek Antoniusz, Oktawian i Lepidus dla umocnienia tego politycznego sojuszu zaoferowała swoją córkę, Klodię Pulchrę, jako żonę dla Oktawiana.
Jedną z ofiar ogłoszonych przez triumwirów proskrypcji był Cyceron. Z rozkazu Antoniusza jego odciętą głowę i ręce przybito do mównicy na forum. Antyczne źródła podają, że Fulwia przebiła język mówcy szpilką do włosów.
Triumwirowie podzielili się prowincjami i Marek Antoniusz wyjechał na przypadły mu Wschód. Pozostały w Italii Oktawian prowadził niepopularną politykę, odbierając ziemię mieszkańcom Italii i przydzielając ją weteranom swojej, przejętej po Cezarze armii. Wykorzystując to niezadowolenie, dodatkowo sprowokowana wyrażanym przez Oktawiana żądaniem rozwodu z Klodią, Fulwia wywołała rebelię. Wspólnie ze szwagrem, Lucjuszem Antoniuszem podniosła bunt przeciwko Oktawianowi. Przez krótki czas okupowali Rzym, ale ostatecznie zostali oblężeni w Peruzji i zimą z 41 na 40 rok głodem zmuszono ich do poddania się. Fulwia został wygnana, gdzie zmarła na nagłą chorobę w czasie, gdy Antoniusz jechał na jej spotkanie.

## Mężowie i dzieci
- 1x. Publiusz Klodiusz Pulcher, zwany Klodiuszem:
  - Klodia Pulchra – żona Oktawiana Augusta
  - Publiusz Klodiusz Pulcher
- 2x. Gajusz Skryboniusz Kurion (do sierpnia 49 p.n.e.)
- 3x. Marek Antoniusz (od 46 p.n.e.):
  - Marek Antoniusz Antyllus
  - Jullus Antoniusz